# Junioren-Fußball-Südamerikameisterschaft 1967/Kader Uruguay
Bei der Junioren-Fußball-Südamerikameisterschaft 1967 in Paraguay bestand der Kader der uruguayischen Mannschaft aus den nachfolgend aufgelisteten Spielern. Die Uruguayer schieden im Turnier bereits in der ersten Gruppenphase aus.
|         | Alberto Cardaccio  |  | Danubio                |  |  |  |  |  |
|         | Miguel Leiva       |  | Defensor Sporting      |  |  |  |  |  |
|         | Hugo Rivero        |  | Liverpool FC           |  |  |  |  |  |
|         | Luis Caltieri      |  | Nacional               |  |  |  |  |  |
|         | José Duarte        |  | Nacional               |  |  |  |  |  |
|         | Víctor Filomeno    |  | Nacional               |  |  |  |  |  |
|         | Ramón Galloso      |  | Nacional               |  |  |  |  |  |
|         | Ildo Maneiro       |  | Nacional               |  |  |  |  |  |
|         | Ramón Souza Duarte |  | Nacional               |  |  |  |  |  |
|         | Eduardo de María   |  | Peñarol                |  |  |  |  |  |
|         | Luis Duarte        |  | Peñarol                |  |  |  |  |  |
|         | Luis Lamberck      |  | Peñarol                |  |  |  |  |  |
|         | Alfredo Lozano     |  | Peñarol                |  |  |  |  |  |
|         | Roberto Repetto    |  | Racing                 |  |  |  |  |  |
|         | Ariel Sandoval     |  | Racing                 |  |  |  |  |  |
|         | Eduardo Rivera     |  | Rampla Juniors         |  |  |  |  |  |
|         | Jorge Peralta      |  | River Plate Montevideo |  |  |  |  |  |
|         | Juan Parravicini   |  | Montevideo Wanderers   |  |  |  |  |  |
| Trainer |                    |  |                        |  |  |  |  |  |
|         |                    |  |                        |  |  |  |  |  |

Quelle: